# Acontia caffraria
Acontia caffraria là một loài bướm đêm trong họ Noctuidae.